# Carlo Petitti di Roreto
Carlo Petitti di Roreto (Torino, 18. prosinca 1862. – Torino, 27. siječnja 1933.) je bio talijanski general i vojni zapovjednik. Tijekom Prvog svjetskog rata zapovijedao je 35. divizijom, te XI. i XXIII. korpusom na Talijanskom i Solunskom bojištu.

## Obitelj
Carlo Petitti di Roreto je rođen 18. prosinca 1862. godine u Torinu. Potječe iz plemićke pijemontske obitelji koja izvorno iz Cherasca. Sin je Giuseppea i Tomasine Petitti di Roreto. Djed mu je bio Carlo Ilarione Petitti di Roreto, poznati ekonomist i pisac. Godine 1896. sklapa brak s Annettom Capponi Trenca s kojom je imao troje djece sinove Giuseppea i Lodovica, te kćer Carlu.

## Vojna karijera
Vojno školovanje započinje pohađajući od listopada 1876. Vojnu školu u Milanu, te nakon toga od 1879. Vojnu školu u Firenzi. Od lipnja 1880. pohađa Vojnu akademiju, nakon čega je raspoređen na službu u 2. grenadirsku pukovniju. U travnju 1884. promaknut je čin poručnika, dok čin satnika dostiže u ožujku 1892. godine. Potom služi u 37. pješačkoj pukovniji i 1. grenadirskoj pukovniji, nakon čega od 1893. pohađa Ratnu školu. Po završetku iste služi u Glavnom stožeru, te s činom bojnika, u koji je promaknut u lipnju 1901., u 32. pješačkoj pukovniji. U prosincu 1906. unaprijeđen je u čin potpukovnika, da bi u siječnju 1908. bio imenovan vojnim povjerenikom za željeznice. U ožujku 1912. promaknut je u čin pukovnika, te zapovijeda najprije sa 6., a potom s 50. pješačkom pukovnijom. S 50. pješačkom pukovnijom sudjeluje u Talijansko-turskom ratu gdje u lipnju 1912. sudjeluje u teškim borbama kod Misrate. Ubrzo potom, sudjeluje u borbama kod Gherana. Nakon obnašanja dužnosti u Ratnoj školi, u veljači 1915. unaprijeđen je u čin general bojnika, te imenovan zapovjednikom Brigade Parma kojom zapovijeda i na početku Prvog svjetskog rata.

## Prvi svjetski rat
Petitti di Roreto nakon početka neprijateljstava s Austro-Ugarskom nije dugo zapovijedao Brigadom Parma budući je u lipnju imenovan zapovjednikom 1. divizije. Istom zapovijeda do listopada kada preuzima dužnost prvog intendanta u 2. armiji. Predmetnu dužnost obnaša do 17. svibnja 1916. kada je tijekom Tirolske ofenzive imenovan zapovjednikom 35. divizije s kojom uspijeva zaustaviti prodor austrougarske vojska na Monte Cioveu. U kolovozu 35. divizija je premještana na Solunsko bojište gdje Petitti sudjeluje u Monastirskoj ofenzivi u kojoj je i lakše ranjen. Tijekom službe na Solunskom bojištu u prosincu 1916. promaknut je u čin general poručnika.
U svibnju 1917. vraća se u Italiju gdje preuzima zapovjedništvo nad XI. korpusom. S istim sudjeluje u Desetoj i Jedanaestoj bitci na Soči. U studenom 1917. imenovan je zapovjednikom XXIII. korpusa s kojim sudjeluje u Bitci kod Kobarida. U lipnju 1918., držeći položaje sa svojim XXIII. korpusom na donjem toku rijeke Piave, sudjeluje u zaustavljanju austrougarske ofenzive u Bitci na Piavi.

## Poslije rata
Nakon završetka rata Petitti je u studenom 1918. imenovan guvernerom Trsta. U kolovozu 1919. imenovan je glavnim zapovjednikom karabinjera koju dužnost obnaša do listopada 1921. godine. U međuvremenu je, u listopadu 1919., imenovan senatorom. U listopadu 1921. postaje zapovjednikom korpusa smještenog u Firenzi, dok od prosinca 1923. zapovijeda korpusom sa sjedištem stožera u Torinu. U kolovozu 1925. unaprijeđen je u čin generala armije. Umirovljen je 18. prosinca 1932. godine. Preminuo je 27. siječnja 1933. u 72. godini života u Torinu.